# ام کانت‌داون
ام کانت‌داون (به انگلیسی: M Countdown) یک برنامهٔ تلویزیونی موسیقی است که از کانال ام‌نت کره جنوبی پخش می‌شود. این برنامه هر پنج‌شنبه به‌صورت زنده بر روی آنتن می‌رود و همزمان با آن، از وبگاه ام کانت‌داون نیز در دسترس است. جدیدترین و همچنین معروف‌ترین هنرمندان در این برنامه به اجرای زنده می‌پردازند. پخش آن از استودیوی مرکزی سی‌جی ای‌اندام در سانگام-دونگ منطقهٔ ماپوی سئول صورت می‌گیرد.